# Лашина, Галина Алексеевна
Галина Алексеевна Лашина (1935 — 2007) — советский передовик производства в текстильной промышленности. Герой Социалистического Труда (1974).

## Биография
Родилась 20 ноября 1935 года в селе Нутрёнка современного Княгининского района (образован в 1944 г.) Горьковского края (сейчас - Нижегородская область) в семье военнослужащего.
С 1941 года с началом Великой Отечественной войны семья перебралась из пограничного городка Белоруссии, где служил отец Г. А. Лашиной, на родину в село Нутрёнка.
Г. А. Лашина закончила семь классов средней школы. В 1954 году Г. А. Лашина  поступила на Горьковскую швейную фабрику №2, которая позже вошла в швейное объединение «Восход» — работала ученицей, затем встала к конвейеру, освоила множество операций.
Для повышения своей квалификации Г. А. Лашина обучалась на технических курсах и получила квалификацию швеи 5-го разряда.  Окончила вечернюю среднюю школу без отрыва от производства.  Г. А. Лашина была одной из первых кто встал на ударную вахту в честь 100-летия со дня рождения В. И. Ленина и в честь XXIV съезда КПСС.
5 апреля 1971 года  Указом Президиума Верховного Совета СССР «за успехи достигнутые в выполнении заданий восьмой пятилетки» Г. А. Лашина была награждена Орденом Трудового Красного Знамени — орден был вручён ей на XXIV съезде КПСС где она была в качестве избранного делегата.
16 января 1974 года  Указом Президиума Верховного Совета СССР «за выдающиеся достижения в выполнении заданий IX пятилетки и принятых социалистических обязательств» Галина Алексеевна Лапшина  была удостоена звания Героя Социалистического Труда с вручением Ордена Ленина и золотой медали «Серп и Молот»
В 1975 году Галине Алексеевне было присвоено звание «Лучшая швея высокой квалификации» швейного объединения «Восход» и вручён знак «Ударник 9-й пятилетки».
Помимо основной деятельности Г. А. Лашина избиралась секретарём комсомольской организации цеха, членом партийного бюро,  депутатом Нижегородского районного Совета народных депутатов, в 1971 году — членом Горьковского городского комитета партии, в 1974 году — членом Горьковского областного комитета КПСС.
Скончалась 28 мая 2007 года и похоронена на Федяковском кладбище Нижнего Новгорода.

## Награды
- Медаль «Серп и Молот» (16.01.1974)
- Орден Ленина (16.01.1974)
- Орден Трудового Красного Знамени (5.04.1971)